# Привольний (Александрово-Гайський район)
Привольний (рос. Привольный) — хутір у Александрово-Гайському районі Саратовської області Російської Федерації.
Населення становить 87 осіб. Належить до муніципального утворення Новоолександрівське муніципальне утворення.

## Історія
Населений пункт розташований у межах українського історичного та культурного регіону Жовтий Клин.
До 1934 року населений пункт був у складі Новоузенського району. З січня 1935 року у складі Александрово-Гайського району.
З 1960 по 1973 роки знову в складі Новоузенського району.
Згідно із законом N 90-ЗСО від 27 грудня 2004 року органом місцевого самоврядування є Новоолександрівське муніципальне утворення.

## Населення
| 2010 |
| ---- |
| 87   |